# Беговая (станция метро, Москва)
«Бегова́я» — станция Таганско-Краснопресненской линии Московского метрополитена, расположена между станциями «Улица 1905 года» и «Полежаевская».
Открыта 30 декабря 1972 года в составе участка «Баррикадная» — «Октябрьское Поле».

## История и происхождение названия
Станция открыта 30 декабря 1972 года в составе участка «Баррикадная» — «Октябрьское Поле», после ввода в эксплуатацию которого в Московском метрополитене стало 96 станций. В проекте станция носила название «Магистральный проезд». Название происходит от местности «Бега», давшей название одноимённой железнодорожной платформе, которая, в свою очередь, получила название по Московскому ипподрому.

## Вестибюли и пересадки
У станции имеются два подземных вестибюля. Выходы из восточного вестибюля — к Третьему транспортному кольцу и Беговой улице, выходы из западного вестибюля — на Хорошёвское шоссе, улицу Розанова и к временной железнодорожной платформе Беговая линии МЦД-1. На подъём к вестибюлям работают эскалаторы, спуск осуществляется по лестницам.

## Архитектура и оформление
Станция сооружена из сборных конструкций по типовому проекту. На станции два ряда по 26 колонн. Шаг колонн — 6,5 метров.
Оформление посвящено теме конного спорта. Стены кассовых залов украшает панно «Могучие рысаки». Стены лестничных спусков украшены горельефами на тему конного спорта (скульптор Э. М. Ладыгин). Пол выложен гранитом тёмных оттенков. Путевые стены сейчас облицованы большими прямоугольными плитами белого мрамора сорта коелга.

## Путевое развитие
К югу от платформы станции расположен противошёрстный съезд и однопутная соединительная ветвь в электродепо «Красная Пресня».

## Наземный общественный транспорт
На этой станции можно пересесть на следующие маршруты городского пассажирского транспорта:
- Автобусы: м35, с23, 27, 175, 345, с364, 847, т65, т86, н14

## Галерея
| - Зал станции - Посадочная платформа - Прибытие поезда - Табличка о станции - Название на путевой стене |

## Станция в цифрах
- Таблица времени прохождения первого поезда через станцию[2]:

| По чётным числам                    | Будние дни | Выходные дни |
| По нечётным числам                  | Будние дни | Выходные дни |
| В сторону станции «Улица 1905 года» | 06:00:00   | 05:59:00     |
| В сторону станции «Улица 1905 года» | 06:00:00   | 06:00:00     |
| В сторону станции «Полежаевская»    | 06:07:00   | 06:08:00     |
| В сторону станции «Полежаевская»    | 06:04:00   | 06:05:00     |